# Cycnium cameronianum
Cycnium cameronianum är en snyltrotsväxtart som först beskrevs av Daniel Oliver, och fick sitt nu gällande namn av Adolf Engler. Cycnium cameronianum ingår i släktet Cycnium och familjen snyltrotsväxter. Inga underarter finns listade i Catalogue of Life.